# Todos Santos, Baja California Sur
Todos Santos är en ort i Mexiko.   Den ligger i kommunen La Paz och delstaten Baja California Sur, i den västra delen av landet, 1 200 km väster om huvudstaden Mexico City. Todos Santos ligger 38 meter över havet och antalet invånare är 4 419.
Terrängen runt Todos Santos är huvudsakligen platt, men österut är den kuperad. Havet är nära Todos Santos åt sydväst. Runt Todos Santos är det glesbefolkat, med 20 invånare per kvadratkilometer. Todos Santos är det största samhället i trakten. Omgivningarna runt Todos Santos är i huvudsak ett öppet busklandskap.